# Musée ethnographique et de plein air de Parakou
Le musée ethnographique et de plein air de Parakou est un musée localisé dans la ville de Parakou, dans le département du Borgou au Bénin.

## Localisation
Le musée est situé à environ 1,5 km du centre-ville de Parakou.

## Histoire
Le musée a été créé, à l'instar de celui de Niamey au  Niger, sous la direction de l'institut de recherche appliquée du Dahomey. Le musée devait traiter de la culture nationale et régionale du Bénin à travers l'architecture traditionnelle, un jardin botanique, la faune, la flore, la zoologie, l'ethnologie, l'archéologie, l'art vestimentaire et la vie sociale et artistique. Il a été ouvert en 1968, avec un jardin botanique. La première pierre d'un bâtiment d'exposition a été posée le 11 novembre 1969 et les travaux ont commencé le 6 septembre 1972 avec la délimitation d'une enceinte de 55 ha, le creusement d'un puits et la construction en 1974 de trois tatas (maisons traditionnelles du Nord du Bénin). Les travaux furent cependant suspendus en mars 1974 pour des raisons de trésorerie et les tatas sont tombées en ruine dans les années 1990.
En 1999, l'État a relancé le projet en se recentrant sur les aspets architecture et ethnographie du projet originel. Le musée a ouvert ses portes au public le 28 juin 2004.

## Collections
Le musée est constitué d'un bâtiment qui accueille les ateliers éducatifs pour enfants, de trois maisons et d'une guérite qui évoque l'architecture traditionnelle du Borgu. Chaque maison, appelée « bloc » est constituée de neuf cases rondes qui servent soit de salle d'exposition, de réserve, ou de bureau. Les maisons ont des fonctions différentes : bloc muséal abritant les expositions, bloc administratif et bloc artisanal animé par des artisans. En 2008, un quatrième bloc était en construction pour recevoir les expositions temporaires.
La collection ethnographique comporte 563 objets inventoriés répartis en plusieurs catégories : mobilier domestique, outils agricoles, outils de forge et de tissage, pièges ou entraves, poteries, attributs du pouvoir, objets culturels, armes de guerre et de chasse, instruments de musique, art vestimentaire et archéologie.

## Fréquentation
| 1996  | 1997 | 1998 | 1999 | 2000 | 2001 | 2002 | 2003 | 2004 |
| ----- | ---- | ---- | ---- | ---- | ---- | ---- | ---- | ---- |
| 1 045 | 542  | 639  | 244  | 324  | 118  | -    | -    | -    |

| 2005 | 2006 | 2007  | - | - | - | - | - | - |
| ---- | ---- | ----- | - | - | - | - | - | - |
| 873  | 912  | 1 493 | - | - | - | - | - | - |